# Rayhana bint Zayd
Rayhāna bint Zayd († 631, Medina) byla židovská žena z kmene Banu Nadir, která byla podle některých muslimů manželkou islámského proroka Mohameda.

## Život
Rayhana se narodila v kmeni Banu Nadir a po sňatku se stala členkou kmene Banu Kurajza.
Ibn Sa'd píše, že Rayhana byla zajata do otroctví a provdána za proroka Mohameda krátce poté, co konvertovala k islámu. Al-Talabi rovněž ve svých spisech souhlasí s tím, že byla jeho ženou, jelikož jí byl vyplácen důchod. Údajně také od Mohameda dostala dům. Mnoho historiků také tvrdí, že se Rayhana provdala za Mohameda z politických důvodů, aby se jejich kmeny spřátelily a sjednotily víru.
Podobně jako u Marie al-Qibtiyyi se muslimští učenci nedokážou jednoznačně shodnout, zda byla Rayhana oficiálně manželkou Mohameda. Šibli Nomani se například domnívá, že se vrátila zpět ke kmeni ihned po svém propuštění z otroctví.
Rayhana zemřela v roce 631 a byla pohřbena na hřbitově Al-Baqi v Medíně spolu s ostatními manželkami Mohameda.